# Guido Alvarenga
Guido Alvarenga, född 24 augusti 1970, är en paraguayansk tidigare fotbollsspelare.
Guido Alvarenga spelade 24 landskamper för det paraguayanska landslaget. Han deltog bland annat i Copa América 1991, 1999, 2001, OS 1992 och fotbolls-VM 2002.